# 7/27
7/27 ― второй студийный альбом американской группы Fifth Harmony, выпущенный лейблами Syco Music и Epic Records 27 мая 2016 года. Пластинка является продолжением дебютного студийного альбома группы Reflection. В его текстах обсуждаются темы любви и расширения прав и возможностей женщин. Это последний альбом группы с участием Камилы Кабельо перед её уходом из музыкальной группы в декабре 2016 года. Альбом дебютировал на четвёртой строчке американского чарта Billboard 200, став самым высокооплачиваемым альбомом группы в чартах США на сегодняшний день с продажами в 74 000 эквивалентных единиц. 7/27 принес группе первое попадание в пятерку лучших в Великобритании, где он достиг третьего места, и в пятерку лучших в Канаде, где он достиг третьего места. В других странах он достиг пика в первой пятерке шестнадцати других стран, достигнув первого места в Испании и Бразилии. Для дальнейшего продвижения альбома Fifth Harmony отправились в свой второй концертный тур. 7/27 получил в целом положительные отзывы от музыкальных критиков.

## История
В связи с положительными коммерческими показателями и достижениями Fifth Harmony лейбл Epic Records решил развивать карьеру группы, организовав новые сессии записи для их второго альбома в сентябре 2015 года, дата выхода которого была объявлена в декабре 2015 года. Дата была отменена, чтобы группа могла потратить больше времени на запись и организацию материала. В разговоре с Бреннаном Карли из Spin Лорен Хауреги сказала, что альбом выйдет в начале 2016 года, и они вносят в него последние штрихи. Epic объявил дату релиза 20 мая 2016 года, но позже она была перенесена на одну неделю до 27 мая, чтобы соответствовать теме 27. На следующий день цифровая музыкальная платформа iTunes обновила список треков. Каждый трек был анонсирован ежечасно на странице группы в Instagram 28 апреля 2016 года.

## Критика
| Совокупная оценка    | Совокупная оценка |
| Источник             | Оценка            |
| -------------------- | ----------------- |
| AnyDecentMusic?      | 6.6/10            |
| Metacritic           | 70/100            |
| Оценки критиков      |                   |
| Источник             | Оценка            |
| AllMusic             | [ 6 ]             |
| The Atlantic         | Positive          |
| The Boston Globe     | positive          |
| Digital Spy          | [ 9 ]             |
| Entertainment Weekly | B                 |
| Idolator             | [ 11 ]            |
| Pitchfork            | 6.2/10            |
| Rolling Stone        | [ 13 ]            |
| USA Today            | [ 14 ]            |
| Spin                 | 6/10              |

На сайте Metacritic, который присваивает нормализованный рейтинг из 100 рецензиям основных критиков, альбом получил средний балл 70, что указывает на в целом благоприятные отзывы, основанные на 7 рецензиях. Мэтт Колл из AllMusic был настроен позитивно, назвав альбом утонченной постановкой, в которой полностью женский наряд красиво переходит от дерзких простушек, занявших третье место во втором сезоне The X Factor, к зрелым поп-дивам. Он отметил, что в то время как альбом 7/27 не такой свободный или веселый, как можно было бы надеяться, Fifth Harmony доказывают, что могут сбалансировать юношескую развязность со взрослой утонченностью.
Маура Джонстон из The Boston Globe заявила, что сила группы всегда исходила от её способности, подобной Spice Girls, создавать массивную единицу самореализации, и у 7/27 нет недостатка в этом, как в лирическом, так и в музыкальном плане. По словам Льюиса Корнера из Digital Spy, в то время как дебютный альбом Reflection был смешанным с точки зрения стилей, 7/27 — это умело структурированная коллекция. Темповые номера звучат уверенно, в то время как более медленные треки едва ли умаляют общую энергетику пластинки. Есть дерзость, есть уязвимость, есть сексуальность. Кристофер Вайнгартен из Rolling Stone сказал, что альбом не является большим шагом вперед, но с таким количеством мощных припевов, высокой энергией и невероятной гармонией у вас не так много времени, чтобы перевести дыхание, чтобы сравнить.

## Трек-лист
| №                   | Название                                        | Автор(ы) | Длительность |
| ------------------- | ----------------------------------------------- | --- | ------------ |
| 1.                  | «That's My Girl»                                | Tinashe Kachingwe Alexander Kronlund Lukas Loules | 3:24         |
| 2.                  | «Work from Home» (featuring Ty Dolla $ign)      | Daniel Bedingfield Joshua Coleman Jude Demorest Tyrone Griffin, Jr. Alexander Izquierdo Dallas Koehlke Brian Lee Larry Wells, Jr. | 3:34         |
| 3.                  | «The Life»                                      | Kachingwe Kronlund Loules | 3:20         |
| 4.                  | «Write on Me»                                   | Tor Hermansen Mikkel Eriksen Kyrre Gørvell-Dahll Priscilla Renea Simon Wilcox | 3:39         |
| 5.                  | «I Lied»                                        | James Abrahart Izquierdo Marcus Lomax Jordan Johnson Stefan Johnson Oliver Peterhof James Wong | 3:23         |
| 6.                  | «All in My Head (Flex)» (featuring Fetty Wap)   | Hermansen Eriksen Benjamin Levin Brian Garcia Daystar Peterson Nolan Lambroza Julia Michaels Willie Maxwell II Ewart Brown Clifton Dillon Richard Foulks Herbert Harris LeRoy Romans Lowell Dunbar Brian Thompson Handel Tucker Dinah Jane [a] Lauren Jauregui [a] Normani Kordei [a] Camila Cabello [a] Ally Brooke [a] Daniel Gonzalez [a] | 3:30         |
| 7.                  | «Squeeze»                                       | Hermansen Eriksen Gørvell-Dahll Renea Wilcox Lambroza | 3:33         |
| 8.                  | «Gonna Get Better»                              | Adidja Azim Palmer Linton Timajae White Mario Antonia Dunwell | 3:36         |
| 9.                  | «Scared of Happy»                               | Hermansen Eriksen Kachingwe Michael Tucker Cass Lowe | 3:23         |
| 10.                 | «Not That Kinda Girl» (featuring Missy Elliott) | Aaron Pearce Jared Cotter Negin Djafari Melissa Elliott | 3:11         |
| Общая длительность: | Общая длительность:                             | Общая длительность: | 34:33        |

| №                   | Название            | Автор(ы)                           | Длительность |
| ------------------- | ------------------- | ---------------------------------- | ------------ |
| 11.                 | «Worth It» (no rap) | Hermansen Eriksen Renea Ori Kaplan | 3:05         |
| Общая длительность: | Общая длительность: | Общая длительность:                | 37:38        |

| №                   | Название            | Автор(ы)                              | Длительность |
| ------------------- | ------------------- | ------------------------------------- | ------------ |
| 11.                 | «Dope»              | Jack Antonoff Michaels Justin Tranter | 3:32         |
| 12.                 | «No Way»            | Victoria Monét                        | 2:56         |
| Общая длительность: | Общая длительность: | Общая длительность:                   | 41:01        |

| №                   | Название            | Автор(ы)                           | Длительность |
| ------------------- | ------------------- | ---------------------------------- | ------------ |
| 13.                 | «Worth It» (no rap) | Hermansen Eriksen Renea Ori Kaplan | 3:05         |
| Общая длительность: | Общая длительность: | Общая длительность:                | 44:06        |

| №                   | Название            | Автор(ы)                                                            | Длительность |
| ------------------- | ------------------- | ------------------------------------------------------------------- | ------------ |
| 13.                 | «Voicemail»         | John Ryan Ross Golan Ammar Malik Jason Evigan Lomax Johnson Johnson | 3:02         |
| Общая длительность: | Общая длительность: | Общая длительность:                                                 | 44:03        |

| №                   | Название            | Автор(ы)                                                                | Длительность |
| ------------------- | ------------------- | ----------------------------------------------------------------------- | ------------ |
| 13.                 | «Big Bad Wolf»      | Emanuel Kiriakou Andrew Goldstein Evan Kidd Bogart Clarence Coffee, Jr. | 3:17         |
| 14.                 | «1000 Hands»        | Adam Waldman Jason Boyd Georgia Ku                                      | 3:19         |
| Общая длительность: | Общая длительность: | Общая длительность:                                                     | 47:37        |

## Чарты
| Чарт(2016)                          | Высшая позиция |
| ----------------------------------- | -------------- |
| Австралия (ARIA)                    | 8              |
| Австрия (Ö3 Austria)                | 34             |
| Бельгия/Фландрия (Ultratop)         | 9              |
| Бельгия/Валлония (Ultratop)         | 35             |
| Канада (Canadian Albums Chart)      | 3              |
| Дания (Hitlisten)                   | 18             |
| Нидерланды (Album Top 100)          | 7              |
| Финляндия (Suomen virallinen lista) | 8              |
| Франция (SNEP)                      | 55             |
| Германия (Offizielle Top 100)       | 41             |
| Ирландия (IRMA)                     | 5              |
| Италия (Classifica album)           | 20             |
| Japan International Albums (Oricon) | 2              |
| Mexican Albums (AMPROFON)           | 9              |
| Новая Зеландия (RMNZ)               | 8              |
| Норвегия (VG-lista)                 | 8              |
| Португалия (AFP)                    | 7              |
| Шотландия (Scottish Albums Chart)   | 4              |
| Испания (PROMUSICAE)                | 1              |
| Швеция (Sverigetopplistan)          | 6              |
| Швейцария (Schweizer Hitparade)     | 23             |
| Taiwanese Albums (Five Music)       | 3              |
| Великобритания (UK Albums Chart)    | 6              |
| США (Billboard 200)                 | 4              |

| Чарт(2016)                         | Позиция |
| ---------------------------------- | ------- |
| Danish Albums (Hitlisten)          | 73      |
| French Albums (SNEP)               | 200     |
| Icelandic Albums (Plötutíóindi)    | 90      |
| Mexican Albums (AMPROFON)          | 57      |
| Swedish Albums (Sverigetopplistan) | 62      |
| US Billboard 200                   | 80      |

## Сертификации
| Регион                                                                      | Сертификация  | Продажи   |
| --------------------------------------------------------------------------- | ------------- | --------- |
| Бразилия (ABPD)                                                             | 3× Платиновый | 120 000   |
| Канада (Music Canada)                                                       | Платиновый    | 80 000    |
| Дания (IFPI Danmark)                                                        | Платиновый    | 20 000    |
| Мексика (AMPROFON)                                                          | Платиновый    | 60 000    |
| Польша (ZPAV)                                                               | Золотой       | 10 000    |
| Великобритания (BPI)                                                        | Серебряный    | 60 000    |
| США (RIAA)                                                                  | Платиновый    | 1 000 000 |
| Итого                                                                       |               |           |
| Мир                                                                         | —             | 1 600 000 |
| Данные о продажах + прослушиваниях приведены только на основе сертификации. |               |           |